# Douglas McGregor
Douglas Murray McGregor (6. září 1906 Detroit – 1. října 1964 Massachusetts) byl americký profesor managementu na MIT Sloan School of Management a prezident Antioch College v letech 1948–1954. Vyučoval také na Indian Institute of Management v Kalkatě. Jeho kniha The Human Side of Enterprise (Lidská stránka podniku) z roku 1960 měla zásadní vliv na vzdělávací praxi. 
McGregor byl žákem Abrahama Maslowa. Velkou měrou přispěl k rozvoji teorie řízení a motivace a je známý především díky své teorii X a teorii Y, kterou představil ve své knize „Lidská stránka podniku“ (1960), v níž navrhl, že individuální předpoklady manažera o lidské povaze a chování určují způsob, jakým jednotlivec řídí své zaměstnance.

## Raný život a vzdělání
Narodil se 6. září 1906 v Detroitu v Michiganu Murrayi Jamesovi a Jessie Adelii McGregorovým. V mládí pracoval jako dobrovolník v útulcích pro bezdomovce, hrál na klavír a zpíval. Když chodil na střední školu, pracoval pro rodinný podnik McGregor Institute. McGregor Institute, nejprve známý jako Mission for Homeless Men, sloužil detroitským bezdomovcům duchovními službami a profesním poradenstvím. McGregorovým strýcem, bratrem jeho otce Murraye, je detroitský filantrop Tracy W. McGregor.
V roce 1932 získal bakalářský titul (strojní inženýr) na Rangoon Institute of Technology, v roce 1933 bakalářský titul na Wayne State University a v roce 1935 magisterský a doktorský titul v oboru psychologie na Harvardově univerzitě. Původně přerušil studium na Wayneově státní univerzitě, aby mohl pracovat jako obsluha čerpací stanice v Buffalu ve státě New York, a v roce 1930 se stal regionálním manažerem, i když se později do školy vrátil. Když McGregorův institut získal grant od detroitského ministerstva veřejných prací, vrátil se na Wayne State, aby v roce 1932 dokončil studium.

## Kariéra
Po výuce na Harvardově univerzitě a poté na MIT, kde byl jedním z prvních profesorů MIT Sloan School of Management, působil v letech 1948–1954 jako prezident Antioch College Ohio, nyní známé jako Antioch University Midwest. V roce 1954 se vrátil k výuce na MIT, kde vyučoval až do své smrti v roce 1964.
Později působil jako člen správní rady Antioch College Ohio.

## The Human Side of Enterprise
V knize The Human Side of Enterprise McGregor identifikoval přístup k vytváření prostředí, v němž jsou zaměstnanci motivováni prostřednictvím autoritativního řízení a kontroly nebo integrace a sebekontroly, které nazval teorií X, resp. teorií Y. S přístupem, že pracovníci obecně postrádají motivaci, potěšení a odpovědnost v práci, se manažer hlásí k teorii X. S přístupem, že pracovníci jsou spokojení, motivovaní a touží po odpovědnosti, se manažer hlásí k teorii Y. Je zodpovědný za rozbití předchozích stylů řízení s Teorií X a Y, která vytvořila novou roli, kterou by měli manažeři převzít. Teorie Y je praktickou aplikací humanistické psychologické školy Dr. Abrahama Maslowa, neboli psychologie třetí síly, aplikované na vědecký management. Běžně je považován za zastánce Teorie Y, ale jak říká Edgar Schein v úvodu k McGregorově pozdější, posmrtně vydané (1967) knize Profesionální manažer (The Professional Manager): „Ve svých vlastních kontaktech s Dougem (zkratka jména Douglas) jsem se často setkával s tím, že ho odrazovala míra, do jaké se teorie Y stala stejně monolitickým souborem principů jako teorie X, přílišné zobecnění, proti kterému Doug bojoval....Jen málo čtenářů bylo ochotno uznat, že obsah Dougovy knihy je tak neutrální nebo že Dougova vlastní prezentace jeho názoru je tak chladně vědecká“.
Graham Cleverley v knize Managers & Magic (Longman's, 1971) uvádí: „vytvořil dva termíny Teorie X a teorie Y a použil je k označení dvou souborů přesvědčení, které může manažer zastávat o původu lidského chování. Poukázal na to, že vlastní chování manažera bude do značné míry určeno konkrétními přesvědčeními, k nimž se přihlásí.... McGregor doufal, že jeho kniha povede manažery ke zkoumání těchto dvou souborů názorů, k vynalézání dalších, k testování předpokladů, na nichž jsou založeny, a k vytváření manažerských strategií, které budou mít smysl z hlediska těchto testovaných názorů na realitu. Ale to se nestalo. Místo toho byl McGregor interpretován jako zastánce teorie Y jako nové a nadřazené etiky – souboru morálních hodnot, které by měly nahradit hodnoty, jež manažeři obvykle přijímají.“
Kniha The Human Side of Enterprise byla v anketě členů Akademie managementu zvolena čtvrtou nejvlivnější knihou 20. století v oblasti managementu.

## Výzkumné zájmy
Ve svém výzkumu se zaměřil na manažerské vedení a na způsoby, jakými jsou zaměstnanci ovlivňováni stylem řízení svých nadřízených. Jeho kniha The Human Side of Enterprise z roku 1960 se zaměřila na přístupy k vedení podle teorie X a teorie Y. Jeho kniha Profesionální manažer (The Professional Manager) z roku 1967 navazovala na myšlenky uvedené v jeho první knize a poskytovala behaviorální, sociální a psychologické aspekty důsledků předchozích myšlenek.

## Osobní život
Oženil se v 19 letech. McGregor měl velmi blízko k Abrahamu Maslowovi. Ve třídě měl velmi uvolněný styl výuky, což vedlo k tomu, že se jeho hodiny studentům líbily. Často si dával nohy na stůl a zároveň přednášel. V roce 1964 McGregor zemřel ve věku 58 let v Massachusetts.

## Odkaz
Od poloviny padesátých let minulého století používala společnost Procter & Gamble teorie X a teorie Y při zakládání závodů v Augustě ve státě Georgia a dokonce si na pomoc najala McGregora. Warren Bennis, odborník na vedení lidí, výzkumník, autor a pedagog, o McGregorovi řekl: „Stejně jako každý ekonom, ať už vědomě nebo ne, platí své poplatky Keynesovi, jsme všichni tak či onak McGregorovými žáky.“
V roce 1964 byla na jeho počest přejmenována Škola pro dospělé a zážitkové vzdělávání na Antioch College na „McGregorovu školu“. Později byla přejmenována na „Antioch University McGregor“ a poté na „Antioch University Midwest“. V roce 1966 byla na McGregorovu počest založena pamětní cena Douglase McGregora, která se uděluje za přední článek publikovaný v časopise The Journal of Applied Behavioral Science.